# Ancestral Romance
Ancestral Romance è l'ottavo album in studio della band spagnola Dark Moor pubblicato nel 2010 dalla Scarlet Records.

## Tracce
1. Gadir – 4:59
2. Love From the Stone – 4:02
3. Alaric de Marnac – 4:42
4. Mio Cid – 6:39
5. Just Rock – 2:35
6. Tilt at Windmills – 5:19
7. Canción del Pirata – 5:39
8. Ritual Fire Dance – 3:58
9. Ah! Wretched Me – 4:59
10. A Music in my Soul – 7:31

## Formazione
- Alfred Romero - Canto
- Enrik García - chitarra
- Mario García - basso elettrico
- Roberto Cappa - batteria